# Thomas Flach
Thomas Flach (3 de junho de 1956) é um velejador alemão, campeão olímpico. Ele competiu nos Jogos Olímpicos de Verão de 1988 e 1996 na classe Soling e conquistou a medalha de ouro em ambas as ocasiões, ao lado de Jochen Schümann e Bernd Jäkel.
Flach começou nos esportes competitivos em 1970. Em 1979 ele ganhou seu primeiro título de campeonato da RDA em Soling junto com Wolf-Eberhard Richter e Jäkel. O barco SC Berlin-Grünau conquistou mais dois títulos de campeonato em 1982 e 1983. Após sua carreira internacional, navegou com sucesso na classe nacional de cruzeiros leves de 20 m², encerrando sua atividade profissional em 2019.